# Украсно тинаму
Украсното тинаму (Nothoprocta ornata) е вид птица от семейство Тинамуви (Tinamidae).

## Разпространение и местообитание
Разпространен е в Аржентина, Боливия, Перу и Чили.